# 奥津町
奥津町（おくつちょう）は、かつて岡山県の北部に位置した町である。苫田郡に属していた。現在は合併によって鏡野町の一部となり、町役場は鏡野町役場奥津振興センターとなっている。

## 町勢
中国山地に位置し、大半が山林である。鳥取県と境を接していた。また吉井川の上流にあたり奥津渓（国の名勝）がある。他、美作三湯の一つに数えられる奥津温泉がある。
町の南部には2005年に完成した苫田ダムがあるが、1959年の奥津町発足時より町を挙げて反対運動を展開した。移転前の旧町役場があり、町の中心であった下原地区はダムの湖底に沈んだ。

## 沿革
- 1957年（昭和32年） - 苫田ダム建設構想が発表される。
- 1959年（昭和34年）
  - 4月1日 - 苫田郡苫田村・羽出村・奥津村の3村が合併し町制施行､奥津町となる。
  - 6月 - 奥津町議会が苫田ダム阻止特別委員会条例を可決、制定。
- 1994年（平成6年）8月 - 奥津町議会が苫田ダム阻止特別委員会条例の廃止を可決。35年に及んだダム建設反対運動が終結する。反対運動が終結したことにより、湖底に沈む予定の家の多くは町外（津山市、旧・鏡野町等）に転居した。過疎化が進行していたが、これによりさらに人口が激減した。
- 1999年（平成11年）6月 - 苫田ダム着工。
- 2005年（平成17年）3月1日 - 鏡野町（初代）・上齋原村・富村との対等合併により新・鏡野町が発足。同月末、苫田ダム完成。

## 教育
- 奥津町立奥津小学校（現在は鏡野町立）
- 奥津町立羽出小学校（1992年3月31日閉校）[1]

- 奥津町立奥津中学校（2016年3月31日閉校）

## 交通

### 鉄道
町内を鉄道路線は通っていない。最寄り駅はJR西日本姫新線院庄駅。

### バス
- 中鉄北部バス 石越線、奥津温泉線
- 鏡野町コミュニティーバス マルナカ・上斎原線（中鉄北部バス運行）
- 岡山・倉敷・津山 - 森林公園線（臨時バス運行年2回）

### 道路
- 国道179号
- 岡山県道56号湯原奥津線
- 岡山県道75号加茂奥津線
- 岡山県道・鳥取県道116号羽出三朝線
- 岡山県道445号下和奥津川西線
- 道の駅奥津温泉

## 名所・旧跡・観光スポット・祭事・催事
- 奥津渓
- 奥津温泉
- 歌の小径